# Cú sủa
Cú sủa (tên khoa học Ninox connivens) là một loài chim săn mồi ban đêm trong họ Họ Cú mèo có nguồn gốc ở lục địa Australia, Papua New Guinea và quần đảo Moluccas. Đây là loài chim cú màu nâu, có kích thước trung bình và có một tiếng kêu rất đặc trưng gần giống tiếng chó sủa cho đến giống như tiếng thét lớn chói tai của phụ nữ. Cú sủa được mô tả đầu tiên bởi nhà nghiên cứu chim John Latham vào năm 1802.

## Mô tả

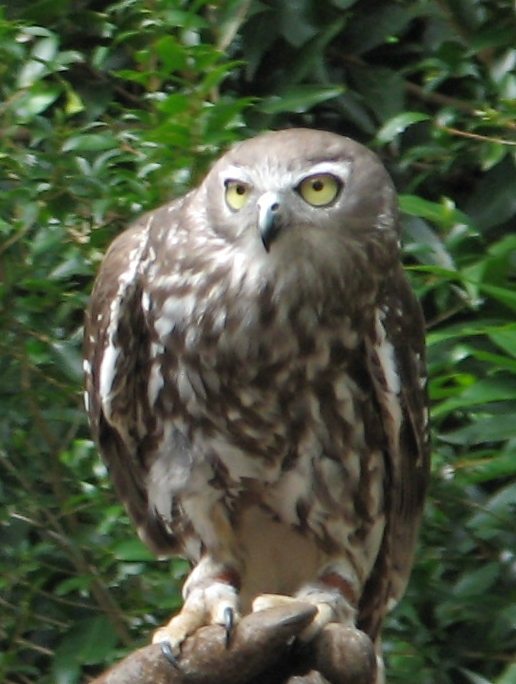
Cú sủa ở trung tâm Queensland, Australia

Cú sủa có bộ lông màu nâu với những đốm trắng trên đôi cánh và lông ngực sọc lẫn trắng lẫn nâu. Khuân mặt tròn, không có túm lông kiểu tai của các loài cú mèo, đôi mắt to, mỏ nhọn màu sẫm. Chân màu vàng nhạt, bao phủ lông thưa, móng vuốt mạnh mẽ. Kích thước trung bình, đuôi dài.
Cú sủa có chiều dài 38–44 cm, sải cánh 85–120 cm và cân nặng 380- 960 gram. Chiều dài cánh 244–325 mm, đuôi dài 143–198 mm. Khối lượng chim trống lớn hơn chim mái một chút, khoảng 8-10 phần trăm. Tại Australia, những con Cú sủa nhỏ nhất được tìm thấy trên bán đảo Cape York và lớn nhất ở miền Nam Australia.

## Phân bố và Môi trường sống
Cú sủa sống ở nhiều vùng ẩm ướt trên lục địa Australia dọc theo bờ biển phía đông và phía bắc của lục địa và vùng phía tây nam. Khu vực nội địa mà chúng sinh sống là các khu vực gần hồ và sông hoặc môi trường sinh thái có nhiều cây cối. Chúng cũng sống ở các vùng khô hạn của Papua New Guinea và quần đảo Moluccas. Mặc dù phân bố rộng rãi, cú sủa hiện nay ít phổ biến ở vùng phía nam lục địa Australia.
Cú sủa thường sống trong rừng hoặc các khu vực có cây lớn để làm tổ và có tán cây che phủ khi đậu. Chúng thường cư trú gần sông, đầm lầy hoặc lạch nước bởi vì ở đó thường có cây lớn với những cái hốc cần thiết cho làm tổ và cung cấp đủ con mồi.
Mặc dù cú sủa không phổ biến và đôi khi thậm chí hiếm hoi trong nhiều khu vực ngoại thành, chúng cũng đã quen với con người và thậm chí bắt đầu làm tổ trên đường phố hoặc gần các nông trại.

## Chế độ ăn uống
Cú sủa có một chế độ ăn uống đa dạng nhất trong số các loài cú ở Australia. Con mồi của chúng được bắt trên mặt đất, trên cây, ở bề mặt nước, hay trực tiếp trong không trung.
Động vật có vú với kích thước từ chuột nhắt và các loài thú có túi ăn thịt nhỏ (chuột chù túi) cho đến thỏ và thú có túi đuôi rậm (Trichosurus) có trọng lượng khoảng một kilôgam trở lên, là con mồi chủ yếu của Cú sủa. Sóc bay có túi (Petaurus breviceps) là con mồi thường xuyên. Các loài dơi với tất cả các kích cỡ cũng thường bị săn.
Ở một số vùng, các loài chim đóng góp khá lớn vào chế độ ăn của Cú sủa. Chim bị bắt lên đến kích thước của vẹt mào vàng (~ 800 gram) và vịt, nhưng con mồi đa phần là các loài chim nhỏ hơn. Con mồi thường xuyên là Cú muỗi mỏ quặp (Podargus strigoides), một loài chim rừng ăn đêm ở Australia.
Côn trùng cũng đóng vai trò là con mồi quan trọng của Cú sủa. Bọ cánh cứng và bướm đêm thường được bắt khi đang bay. Một loạt các loài côn trùng khác cũng được tiêu thụ. Đôi khi ếch, bò sát, động vật giáp xác hoặc cá cũng được ăn.

## Sinh sản
Mùa sinh sản của Cú sủa vào khoảng tháng Bảy đến tháng Chín. Tổ được làm trên hốc cây, thường cách mặt đất vài mét đến 10m hoặc hơn; đôi khi sử dụng khe đá hoặc hang thỏ. Mỗi lứa đẻ 2-3 trứng tròn (43-50 x 36-41mm) màu trắng trong 2-3 ngày; con mái ấp một mình trong khoảng 36 ngày. Con non tập bay lúc 5-6 tuần tuổi, và vẫn được chim bố mẹ chăm sóc cho đến cuối mùa hè sau. Cú sủa đạt trưởng thành sinh dục khi khoảng một năm tuổi.

## Các phân loài
Cú sủa có tất cả năm phân loài, bao gồm:
- N. c. connivens (Latham, 1801). Phân bố ở Đông Nam, Đông và Tây Nam Australia. Là phân loài lớn nhất và sẫm màu nhất. Cánh 282–325 mm, đuôi 178–190 mm. Cân nặng trung bình: con trống 824 gram, con mái 745 gram.[5]
- N. c. rufostrigata (G. R. Gray, 1860). Phân bố ở phía Bắc quần đảo Moluccas. Màu lông nhạt hơn, đặc biệt là các vệt nâu ở phía dưới. Cánh 258–295 mm, đuôi 165–198 mm.
- N. c. assimilis (Salvadori & D’Albertis, 1875). Phân bố ở trung tâm và Đông New Guinea và một số hòn đảo lân cận. Là phân loài nhỏ nhất, màu lông hầu như màu nâu, ít ngả xám. Cánh 244–277 mm, đuôi 143 mm. Khối lượng: con trống 380 gram (1 cá thể), con mái 430 gram (1 cá thể).
- N. c. occidentalis (Ramsay, 1886). Phân bố ở phía Tây và phía Bắc Australia, và tây bắc Queensland. Màu lông nâu nhất, ít ngả xám. Cánh 272–310 mm.
- N. c. peninsularis (Salvadori, 1876). Phân bố ở bán đảo Cape York, Queensland và một số đảo lân cận. Là phân loài nhỏ nhất tại Australia. Phần lưng sẫm màu hơn. Cánh 257–288 mm.